# Лангенлестен
Лангенлестен (нем. Langenlehsten) — община в Германии, в земле Шлезвиг-Гольштейн. 
Входит в состав района Герцогство Лауэнбург. Подчиняется управлению Бюхен.  Население составляет 154 человека (на 31 декабря 2010 года). Занимает площадь 23,37 км².